# Радванські відслонення виходу вулканічних порід (втрачена)
Геологічна пам'ятка природи місцевого значення «Радванські відслонення виходу вулканічних порід» (втрачена) була створена рішенням виконавчого комітету Закарпатської обласної ради депутатів трудящих від 18.11.1969 р. № 414 «Про організацію фауно-флористичних заказників та взяття під охорону пам'ятка природи на території Закарпатської області» та рішенням виконавчого комітету Закарпатської обласної ради народних депутатів від 23.10.1984 р. № 253 «Про мережу об'єктів природно-заповідного фонду» (Ужгородський район). Площа — 1 га.
Лежить на східній околиці міста Ужгород у закритому й затопленому Радванському кар'єрі та на прилеглих ділянках. Тут чудово відслонені лави андезитів пізнього сармату-панону (абсолютний вік ~11,5 млн р.). Андезити темно-сірого до чорного кольору, товстостовпчастої окремості, нерідко флюїдальної текстури. Сумарна висота уступів десятки метрів. По площинах окремості в корі вивітрювання проступають дивовижні малюнки, що зумовлено викривленням й зміщенням первинних смуг флюїдальності в напівзастиглому стані лави. Андезити складають лавовий купол, який утворився на ранній стадії формування Вигорлат-Гутинського вулканічного пасма, що є цікавим для геологів. Придонна частина кар'єру заповнена водою і являє собою мальовниче озеро, яке приваблює туристів, любителів природи і є улюбленим місцем відпочинку ужгородців.
Рішенням Закарпатської обласної ради від 26 грудня 2003 року № 326 «Про впорядкування переліку об'єктів природно-заповідного фонду місцевого значення» об'єкт було скасовано.